# Jan Groot
Jan Groot (Avenhorn, 19 november 1872 - Grosthuizen, 25 februari 1951) was een Nederlands politicus.
Groot was veehouder in Grosthuizen. Van 1918 tot 1937 was hij burgemeester van de toenmalige gemeente Avenhorn.